# Morwennius
Genre
Morwennius est un genre d'insectes lépidoptères (papillons) de la famille des Sphingidae et de la sous-famille des Smerinthinae.

## Systématique
Le genre a été décrit par les entomologistes Alan Charles Cassidy (d), Michael G. Allen (d) et Tony W. Harman (d) en 2002.
L'espèce type de ce genre est Morwennius decoratus (Moore, 1872)

## Liste d'espèces
Selon BioLib (4 janvier 2021) :
- Morwennius decoratus (Moore, 1872)